# Globinomer
Globinomer je priprava za merjenje vodnih globin, najpogosteje morja. 
Ročni globinomer ali svinčnica se je uporabljala od vsega začetka plovbe in ga sestavlja vrv z utežjo. Dolžina vrvi, ki je potrebna da se utež spusti na dno pokaže globino. 
Ultrazvočni globinomer je danes najširše uporabljen in je sestavni del opreme vseh večjih plovil. Služi za navigacijo, oceanografske meritve in drugo, ter omogoča merjenje globine z ladje med plovbo in temelji na širjenju ultrazvoka v vodi. Globina se določa z merjenjem časa potrebnega ultrazvočnemu impulzu poslanemu iz površine da doseže dno in se vrne nazaj na površino. Ob številnih podatkih o trenutni globini večina ultrazvočnih globinomerov daje tudi slikovni prikaz reliefa morskega dna in podvodnih objektov. Poleg osnovnega namena se te naprave lahko uporabljajo tudi za iskanje ribjih jat, merjenje debeline ledu in podobno. 

## Sonar
Sonar (angl. Sound Navigation and Ranging - navigacija in določanje oddaljenosti s pomočjo zvoka) je hidroakustična naprava za podvodno opazovanje. Deluje na osnovi širjenja zvočnih valov pod vodo, v slišnem (zvočnem) in neslišnem (ultrazvočnem) področju. 
Aktivni sonar s pomočjo oddajnika pošilja zvočne impulze; oddaljenost nekega predmeta se določi z merjenjem časa med poslanim impulzom in njegovim povratkom po odboju, smer predmeta (azimut) pa se določi na osnovi karakteristike usmerjenosti prejemnika. Današnji aktivni sonarji v glavnem skenirajo prostor po delih, podvodno situacijo pa prikazujejo na zaslonu v obliki panoramske slike. 
Pasivni sonar samo sprejema podvodne zvoke, ki jih proizvaja nek predmet (ladja, podmornica, torpedo) s svojim delovanjem. Proučevanje teh zvokov določa točen položaj predmeta, s pomojo baze zvokov in vrste predmeta pa pripadnost, njegovo trenutno delovanje in drugo. 
Za civilne namene se uporabljajo sonarji najrazličnejših zahtevnosti, za odkrivanje ribjih jat (ehosonder), določanje globine (globinomer) in podvodno orientacijo, merjenje hitrosti premikanja, ter za znanstvene in oceanografske raziskave. 
V vojski sonar služi na podmornicah za odkrivanje drugih podmornic in površinskih ladij, z njimi so opremljena avtonomna plovila in torpeda.

## Pomorska varnost
Zadostna globina vode (nekaj centimetrov vode pod kobilico) je pomembna za varnost v prometu. Z globinomerom je trenutno globino vode mogoče izmeriti. Rezultat je zmanjšanje tveganja za nasedanje ladje na dno ali udarec ob podvodne čeri. Eno samo plitvino pa lahko odkrijejo le z naprej usmerjenim ultrazvočnim globinomerom.